# Solno (Poméranie-Occidentale)
Pour les articles homonymes, voir Solno.
Solno est une localité polonaise de la gmina rurale de Tychowo, située dans le powiat de Białogard en voïvodie de Poméranie-Occidentale. Elle se trouve à environ 20 km au sud-est de Białogard et 125 km au nord-est de Szczecin, la capitale régionale. 

## Géographie

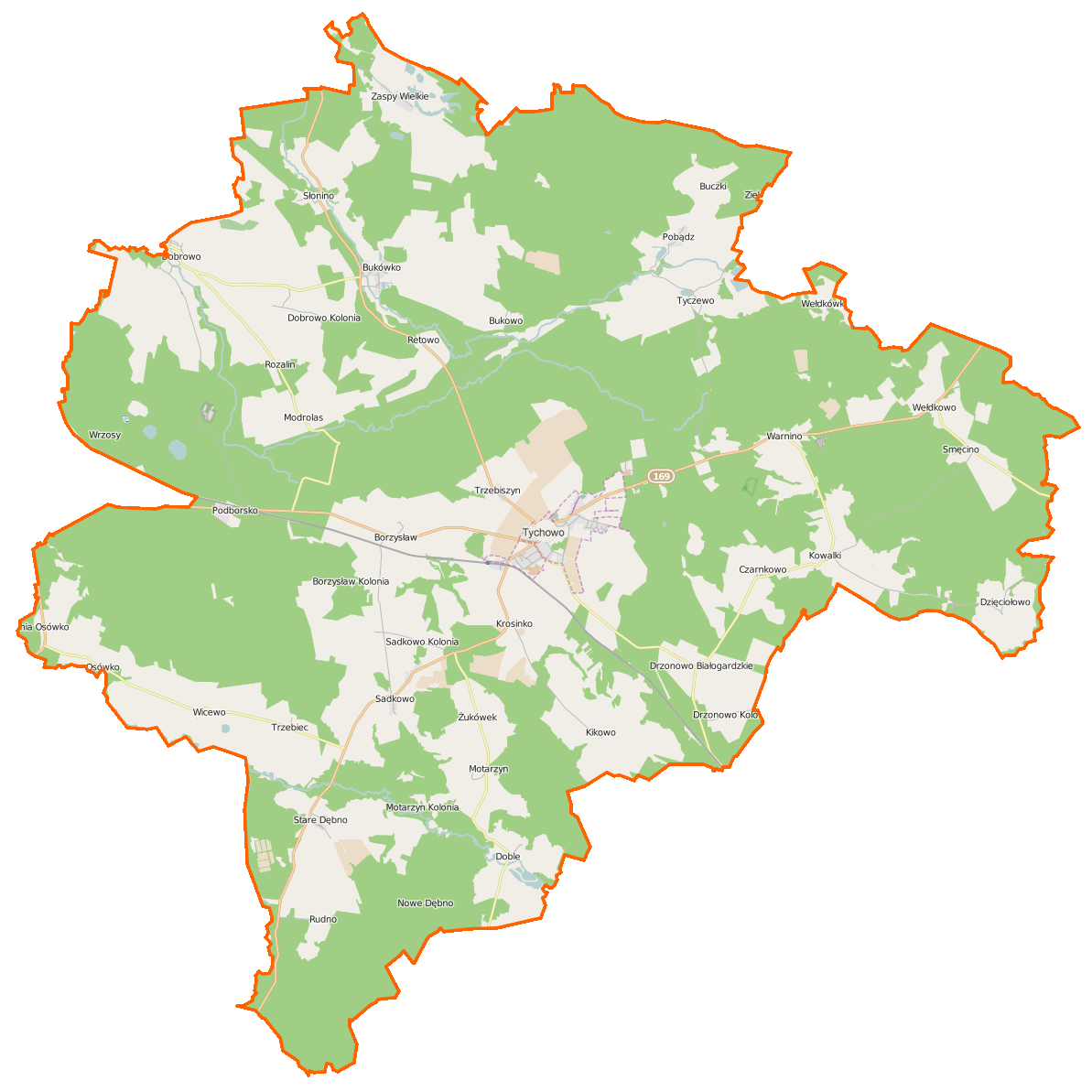
Carte de la gmina de Tychowo.